# ブッダ・エアー

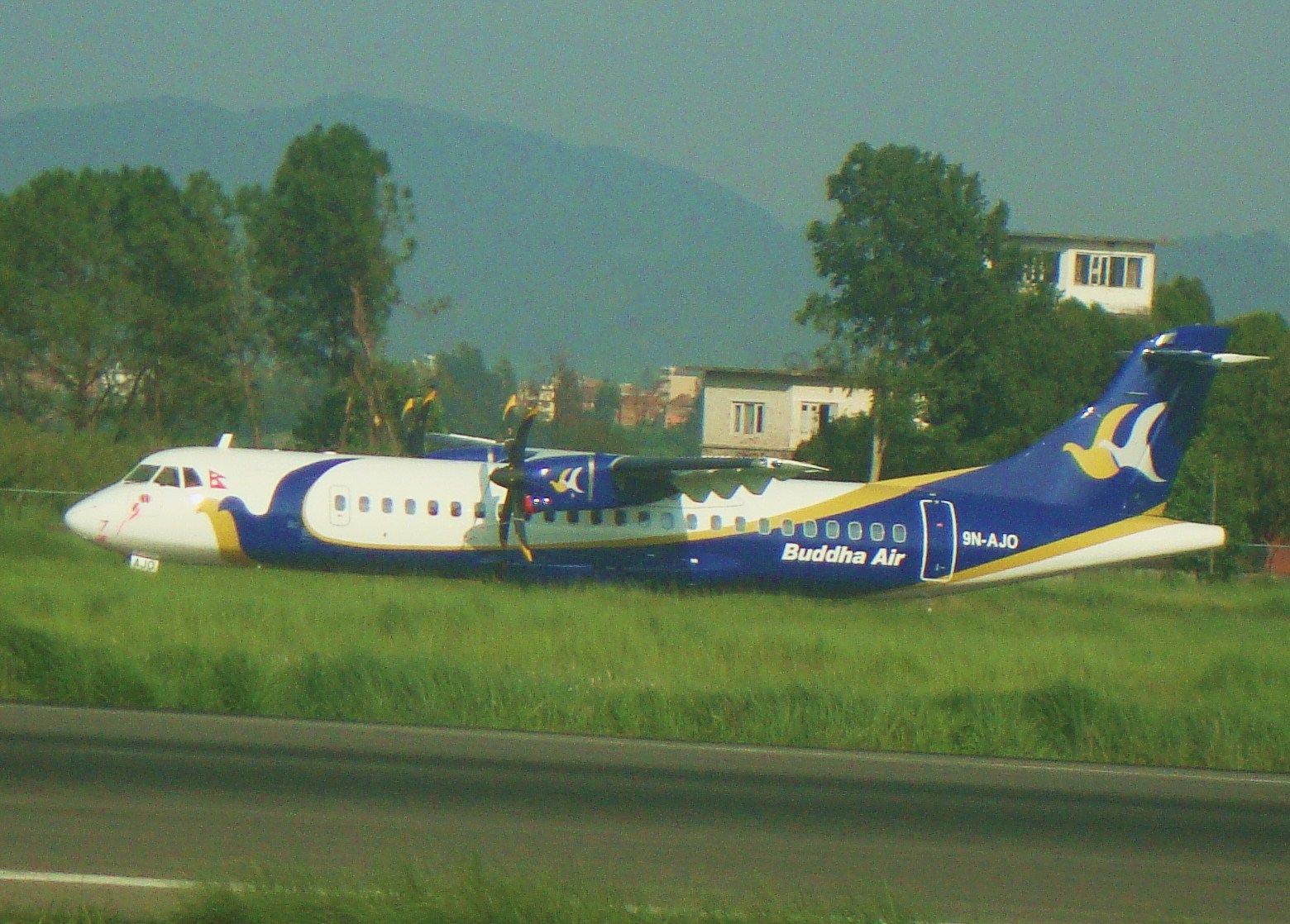
ATR 72-500トリブバン国際空港

ブッダ・エアー（Buddha Air）は、ネパールの民営航空会社。1997年10月創業。
本社はネパール・ラリトプル郡ジャワラケル。カトマンズをメインハブとし、ネパール国内10都市を結んでいる。またインド・バラナシへの国際線もある。

## 就航都市

### 国内線
主な就航都市は、ポカラ、ネパールガンジ、バイラワ、ビラートナガル、バドラプル、シマラ、ジャナクプル、ビレンドラナガルなど。また、カトマンズ発のエベレスト観光飛行も運営している。

### 国際線
- インド・バラナシ

## 歴史
1996年4月に起業・登録認可され、1997年10月に新機材ビーチクラフト 1900の1機で開業。社名はサンスクリットの仏陀から。悟りを開いた釈迦のことを指している。

## 保有機材
2021年8月現在、ブッダ・エアーの機材は以下の通りである。
| 機材                | 運用機数 | 発注機数 | 座席数  | 備考                                                    |
| ------------------- | -------- | -------- | ------- | ------------------------------------------------------- |
| ATR42-300           | 3        | ‐        | 47      |                                                         |
| ATR72-500           | 8        | ‐        | 70      |                                                         |
| エアバスA320-200    | ‐        | 3        | No Data | 2021年以降導入予定 ポカラ国際空港発着の国際線で運航予定 |
| ビーチクラフト1900D | 1        | ‐        | 19      |                                                         |
| 計                  | 12       | 3        |         |                                                         |

## 事故
2011年9月25日朝、エベレスト遊覧飛行のためカトマンズ空港を出発したブッダ・エアー103便 ビーチクラフト 1900D型機が、遊覧飛行を終えカトマンズへ戻る途中で墜落した。乗員3人と乗客16人の19人全員が死亡した。乗客の内訳は、インド人10人、ネパール人3人、アメリカ人2人、日本人1人。現場付近は悪天候であった。
ヒマラヤ山系の気象条件の難しいカトマンズ周辺では過去にも小型機の航空事故は多数起きている。1999年にはポカラからカトマンズに向かっていたネコン航空機が墜落している。